# Proyecto Experimental de Vivienda - PREVI

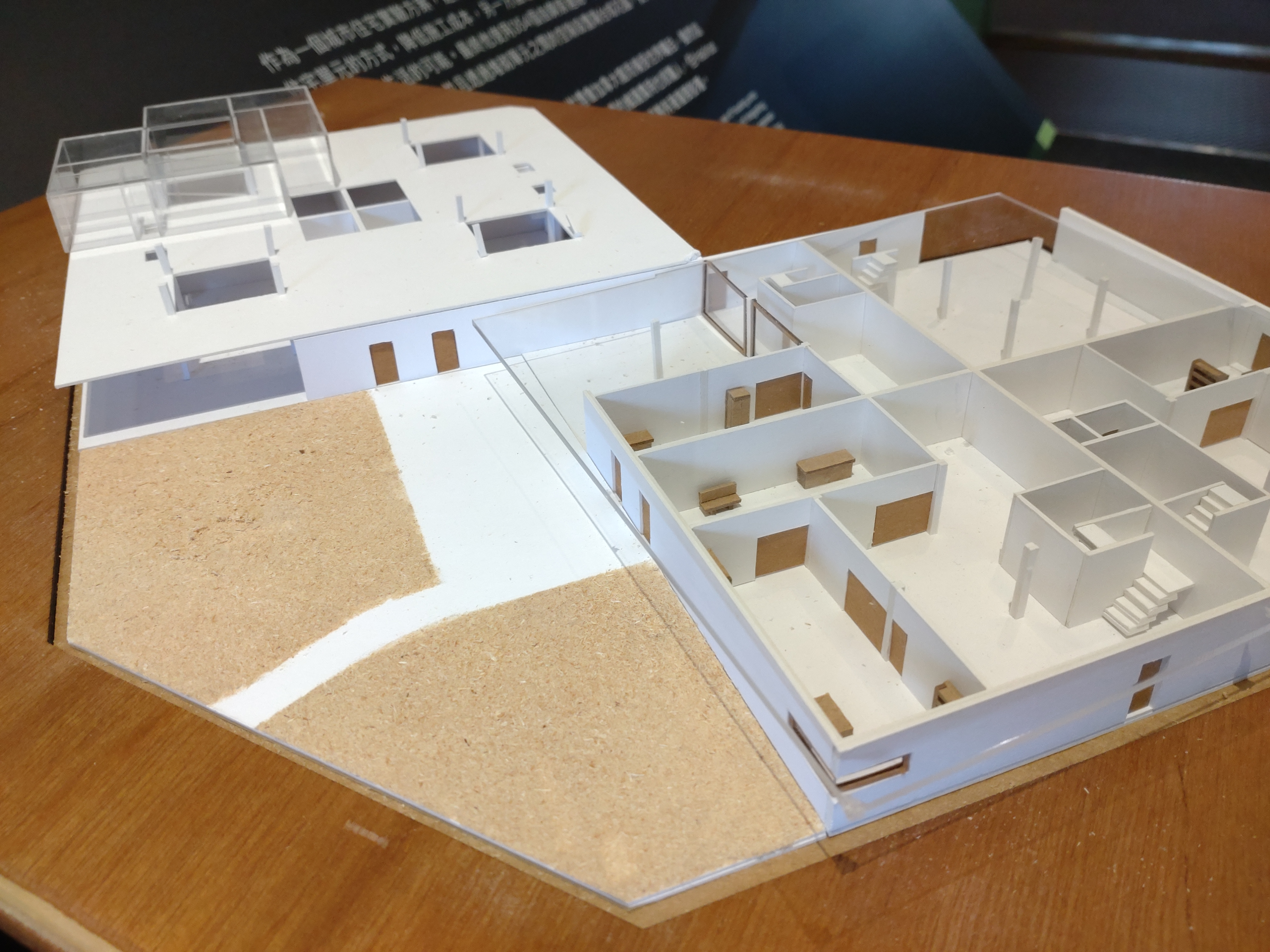
Modelo de vivienda del programa PREVI.

El Proyecto experimental de vivienda (siglas: PREVI), fue un programa de vivienda de interés social desarrollado entre 1965 y 1976, durante el gobierno de Fernando Belaúnde Terry, se ubica en el actual distrito de Los Olivos en la ciudad de Lima, Perú.
Se enfocó en migrantes de la sierra peruana con el fin de evitar el desarrollo desordenado de barrios autoconstruidos y sin planificación. Destaca por haber reunido a una serie de arquitectos de renombre internacionales (entre los que se incluyen dos premios Pritzker) y arquitectos nacionales que concursaron con sus módulos de vivienda desde el lanzamiento del proyecto en 1965 hasta la entrega de las viviendas en 1978.
El concurso planteó la exploración de los siguientes temas relacionados con la vivienda económica: la racionalización, la modulación, el crecimiento progresivo, la flexibilidad y la función. Apunta a una vivienda de baja altura y alta densidad, capaz de alojar de cuatro a seis personas en una primera etapa; y de ocho a diez personas en una segunda, dentro de un plan general de barrio, de prioridad peatonal.
Fue concebido de forma diferente a los contemporáneos proyectos institucionales de vivienda, que en aquellos años usualmente heredaban y respondían a las problemática de posguerra y se transformó en todo un precedente para la vivienda de interés social y progresiva que responderá, con el paso del tiempo, a las necesidades de sus habitantes y creará barrios heterogéneos. Estas circunstancias dieron origen a diversas situaciones urbanas, que actualmente enriquecen no solo el ámbito habitacional, sino también, los espacios públicos del barrio y sus zonas circundantes.

## Historia
En 1965, el presidente Fernando Belaúnde Terry inició una serie de consultas para explorar nuevas formas de controlar el flujo de personas migrantes que llegaban a la ciudad y evitar la propagación de proyectos de autoconstrucción en los barrios periféricos de Lima.
El Estado y el Programa de las Naciones Unidas para el Desarrollo – PNUD convocaron al arquitecto inglés Peter Land para que asesorase las políticas de vivienda social a través del Banco de la Vivienda del Perú. De esta convocatoria surgió la forma inicial del PREVI con sus tres proyectos piloto, los cuales intentaban enfrentar el problema de la vivienda desde perspectivas complementarias. Las propuestas se presentaron al PNUD en 1966 y fueron aprobadas en 1967. 
Se escogió como lugar para el proyecto un espacio del entonces distrito de San Martín de Porres, que antes fue ocupado por las haciendas Naranjal y Aznapuquio, donde se pudiera otorgar vivienda a personas de escasos recursos (migrantes del interior del país), que deseaban construir un hogar propio. Los trabajos se iniciaron en 1968, con la intención de llevar a cabo tres proyectos piloto en tres años.
Cada tipología propuesta por los arquitectos, planteaba versiones distintas para diferentes grupos familiares: las casas debían alojar de cuatro a seis personas en una primera etapa, y de ocho a diez personas en una segunda, para lo cual cada proyecto proponía su sistema de crecimiento. El proyecto PREVI fue concebido de forma diferente a los contemporáneos proyectos institucionales de vivienda, que en aquellos años usualmente heredaban y respondían a las problemática de posguerra. Es por eso que se ha convertido en todo un precedente, que incluye el concepto de “vivienda progresiva” y que entiende la casa como un punto de partida que responderá, con el paso del tiempo, a las necesidades de sus habitantes y creará barrios heterogéneos. Estas circunstancias han dado origen a diversas situaciones urbanas, que enriquecen no solo el ámbito habitacional, sino también, los espacios públicos del barrio.

## Arquitectos participantes

### Arquitectos internacionales
- Peter Land: Encargado de asesorar las políticas de vivienda social a través del Banco de la Vivienda del Perú y de convocar a los arquitectos internacionales más relevantes de aquellos años.[2]
- Atelier 5 (Suiza)
- Aldo van Eyck (Holanda)
- Christopher Alexander (USA)
- Candilis, Josic and Woods (Francia)
- José Luis Íñiguez de Ozono y Vázquez de Castro (España)
- James Stirling (Reino Unido)
- Toivo Korhonen (Finlandia)
- Germán Samper (Colombia)
- Fumihiko Maki, Kionori Kikutake (Japón)
- Charles Correa (India)
- Herbert Ohl (Alemania)
- Knud Svenssons (Dinamarca)
- Oskar Hansen y Svein Hatloy (Polonia).

### Arquitectos peruanos
Se presentan 28 propuestas peruanas, de las cuales se aceptan las propuestas de 13 equipos.
- Elsa Mazárri y Manuel Llanos
- Fernando Chaparro, Víctor Ramirez, Víctor Smirnoff y Víctor Wiskowsky
- Jacques Crousse, Jorge Páez y R. Pérez León
- Miguel Alvariño y Augusto Guzmán
- Ernesto Paredes Arna
- Luis Miro Quesada, Carlos Williams y Oswaldo Nuñez
- Juan Gunter y Mario Seminario
- Carlos Morales Machiavello y Alfredo Montagne Fort
- Juan Reiser G.
- Eduardo Orrego
- Luis Vier y Consuelo Zanelli de Vier
- Franco Vella, José Bentín, Raul Quiñones y Luis Takahashi
- Frederick Cooper, Antonio García Bryce, Antonio Graña y Eugenio Nicolini.

## Ubicación actual
Está ubicado en el Distrito de Los Olivos, en la Avenida Los Alisos, entre la Carretera Panamericana Norte y la Avenida Las Palmeras.